# Gulacapsus
Gulacapsus is een geslacht van wantsen uit de familie van de Miridae (Blindwantsen). Het geslacht werd voor het eerst wetenschappelijk beschreven door Schuh in 1984.

## Soorten
Het genus bevat de volgende soorten:

- Gulacapsus australiensis Menard & Schuh, 2011
- Gulacapsus moresbyana Schuh, 1984
- Gulacapsus nondugl Schuh, 1984
- Gulacapsus novoguinensis Schuh, 1984